# Gyretes grisescens
Gyretes grisescens is een keversoort uit de familie van schrijvertjes (Gyrinidae). De wetenschappelijke naam van de soort is voor het eerst geldig gepubliceerd in 1953 door Ochs.